# Ааргау
Аа̀ргау (на немски: Aargau; на френски: Argovie; на италиански: Argovia; на романшки: Argovia) е един от 26-те кантона в Конфедерация Швейцария. Намира се в северна Швейцария. Състои се от единадесет области и столицата му е Аарау. Ааргау е един от най-северните кантони на Швейцария. Той е разположен на долното течение на река Аар и е един от най-гъсто населените региони на Швейцария.

## География
Ааргау се намира в Северна Швейцария, в централната част на страната и на изток от Юра. Името на кантона произлиза от река Аар. Граничи на север с Германия, на изток с кантон Цюрих на юг с кантоните Люцерн и Цуг и на запад с кантоните Берн, Золотурн и Базел Ландшафт.
Населението на кантона наброява 573 654, а площта е 1404 км².
Той представлява най-равният швейцарски кантон с най-малко планински местности.

### Използваемост на площта
(Към 1994 година)
| Общо:                | 1403,7 km² |        |
| Горски площи:        | 517,9 km²  | 37 %   |
| Обработваеми площи:  | 635,6 km²  | 45,3 % |
| Застроени площи:     | 216,7 km²  | 15,4 % |
| Непродуктивни площи: | 33,5 km²   | 2,4 %  |

### Водна система
- Рейн
  - Сисле
- Аар
  - Клингнауер Щаузе
  - Щурб
  - Лимат
    - Репиш
    - Егелзе

  - Ройс
  - Бюнц
    - Абах
    - Халвилерзе

  - Зуре
    - Вина
    - Юрке

  - Вигер

## Население
- Жители: 547 493
- Езици
  - Немски: 477 093 (87,1 %)
  - Италиански: 17 847 (3,3 %)
  - Сръбски: 10 645 (1,9 %)
  - Албански: 9823 (1,8 %)
  - Френски: 4151 (0,8 %)
  - Реторомански: 618 (0,1 %)
  - Други: 27 316 (5 %)
- Националности
  - Швейцарци: 441 044 (80,6 %)
  - Чужденци: 106 449 (19,4 %)
- Вероизповедания
  - Реформирани: 203 949 (37,2 %)
  - Римо-католици: 219 800 (40,1 %)
  - Мюсюлмани: 30 072 (5,5 %)
  - Православни: 11 523 (2,1 %)
  - Евреи: 342 (0,1 %)
  - Други: 4941 (1,6 %)
  - Атеисти: 57 573 (10,5 %)
  - Без назоваване: 15 875 (3 %)

## История
Районът на Аргау и околните райони са контролирани от хелветите, още през 200 г. пр.н.е. Впоследствие е бил окупиран от римляните, а през 6-и век от франките.
Римляните построили голямо селище, наречено Виндониса, близо до сегашното местоположение на град Бруг. Името Ааргау се споменава за първи път през 795 г.

## Религия
От преброяването през 2000 г. 219 800 или 40,1% са римокатолици, докато 189 606 или 34,6% принадлежат към швейцарската реформирана църква. От останалата част от населението има 11 523 членове на православната църква (или около 2,10% от населението), 3418 лица (или около 0,62% от населението), които принадлежаха към християнската католическа църква в Швейцария, 29 580 лица (или около 5,40% от населението), които принадлежат към друга християнска църква. 342 лица (или около 0,06% от населението)са евреи и 30 072 (или около 5,49% от населението) са мюсюлмани. 1463 души са будисти, 2089 лица са били индуси и 495 лица, които принадлежат към друга църква. 57 573 (или около 10,52% от населението) не принадлежат към нито една църква, агностици или атеисти, а 15 875 души (или около 2,90% от населението) не са отговорили на въпроса.